# Naugawan Sadat
Naugawan Sadat is een nagar panchayat (plaats) in het district Amroha van de Indiase staat Uttar Pradesh.

## Demografie
Volgens de Indiase volkstelling van 2001 wonen er 27.075 mensen in Naugawan Sadat, waarvan 52% mannelijk en 48% vrouwelijk is. De plaats heeft een alfabetiseringsgraad van 44%.